# Nazismo y religión
El estudio de la relación entre el nazismo y la religión ha sido muy controvertido, centrándose la discusión al respecto en dos cuestiones fundamentales: por una parte, las posturas que sostuvieron los cleros protestante y católico y sus respectivas jerarquías frente a las políticas del Tercer Reich; por otra parte, el papel desempeñado por el paganismo, el misticismo y la escatología en la ideología del Partido Nazi y de sus líderes.

## Nazismo y cristianismo
Hitler y los líderes nazis hicieron uso tanto de la simbología cristiana como pagana en su propaganda dirigida al pueblo alemán, aunque todavía se debate si Hitler se consideraba creyente, pagano, ateo o de cualquier otra creencia. Algunos historiadores lo han descrito como ocultista, otros autores han hecho hincapié en extractos con referencias cristianas y algunos de sus colaboradores o allegados han señalado incluso comentarios escépticos y hostiles a la religión por parte del Führer. (Ver Opiniones religiosas de Adolf Hitler).
La existencia de un Ministerio de Asuntos Eclesiásticos, creado en 1935 y dirigido por Hanns Kerrl, apenas tuvo reconocimiento por parte de ideólogos del partido como Alfred Rosenberg o por los principales dirigentes políticos de entonces. Este último, de hecho, arremetía duramente contra la Iglesia católica y los principios cristianos en su libro El mito del siglo XX, que fue incluido en el Index Librorum Prohibitorum.
El nacionalsocialismo dirigió su odio especialmente contra los judíos en términos raciales, pero también hubo una persecución religiosa contra cristianos: católicos, protestantes, testigos de Jehová y otras clases de clero, teólogos u organizaciones religiosas que se oponían al nacionalsocialismo. Muchos de ellos opusieron resistencia. Destaca el caso de la Iglesia Confesante, el Círculo de Kreisau, la Rosa Blanca y los líderes luteranos Dietrich Bonhoeffer y Martin Niemöller,  entre otros. 
La jerarquía católica alemana estaba dividida: algunos obispos, como el cardenal Adolf Bertram (aparte también del mismo nuncio papal en Alemania  Cesare Orsenigo), pensaban que para evitar persecuciones era mejor contemporizar con el régimen, (enviando inclusive en 1939 felicitaciones con motivo del 50 cumpleaños de Hitler); mientras que otros, como el futuro cardenal Clemens August von Galen, el obispo Konrad von Preysing, o el arzobispo Josef Frings adoptaron una protesta abierta y enérgica desde sus púlpitos contra el nazismo. Los obispos encargaron una publicación, un catecismo, contra el escrito de Rosenberg.
Durante su trayectoria política, Hitler mantuvo una posición pública de reconocimiento oficial a la Iglesia católica. Sin embargo, Allan Bullock afirmó que, a nivel privado y personal, se había vuelto hostil a sus enseñanzas. Una vez que obtuvo su cargo político, Hitler accedió a firmar el Reichskonkordat con la Iglesia católica el 20 de julio de 1933, pero casi inmediatamente después de firmar el concordato, disolvió la Liga de la Juventud Católica y decretó una ley de esterilización que conmocionó a la comunidad religiosa. De igual forma, se ha señalado que durante la purga del 30 de junio de 1934, se ordenó el asesinato de Erich Klausener, dirigente de la Acción Católica, y en los años siguientes se incrementó el número de arrestos de clérigos, sacerdotes y monjas.
En su carta encíclica del 14 de marzo de 1937, Mit brennender Sorge (Con ardiente preocupación) de Pío XI, (en cuya redacción participó el cardenal Pacelli), el pontífice acusó al gobierno nazi de "sembrar la cizaña de la sospecha, la discordia, el odio, la calumnia, de secreto y la abierta hostilidad fundamental en contra de Cristo y de su Iglesia."
 El documento comenzó a ser leído en algunas iglesias alemanas, y como reacción, Hitler mandó a la Gestapo que esto se impidiera.
No obstante, también hubo religiosos que convivieron con el nacionalsocialismo y lo apoyaron por medio de instituciones religiosas controladas por nacionalsocialistas. El partido nazi se infiltró de manera forzada en catedrales y persiguió a los religiosos que se oponían a la nazificación de las Iglesias. De acuerdo con Leo Stein (2003), Hitler comprendía la relevancia de la religión en la sociedad, y por ello su régimen trató de reemplazar las antiguas religiones por una “religión nazi” disfrazada bajo el nombre de la que había sido la religión tradicional en Alemania. Entre ellas emergió un movimiento planeado por Alfred Rosenberg denominado Deutsche Christen ("Cristianismo alemán"), un cristianismo positivista que a la religión de sus elementos históricos judeocristianos, y en su lugar infundía una filosofía nazi y planteaba una doctrina político-religiosa. Dicha ideología negaba el origen hebreo y judío de los Evangelios, rechazaba todas las creencias del Antiguo Testamento, el Credo de los Apóstoles, el Apóstol Pablo y, en cambio, postulaba como base ideológico-religiosa al Partido Nazi. Evidentemente, sus proponentes principales (Rosenberg, Himmler, Goebbels y Bormann) serían conocidos por su rotunda hostilidad hacia el cristianismo histórico.
Por su parte, en la Iglesia evangélica alemana sucedía algo similar: por un lado, en 1931 estaban los llamados Cristianos Alemanes quienes se amoldaron a la ideología del Tercer Reich y eran liderados por Ludwig Müller (el Obispo del Reich), por otro lado estaba la (Deutsche Evangelische Kirche) luterana que condenó el Nazismo en 1934, lo que provocó un cisma en ella. Así, en mayo de ese año, la oposición al nazismo dentro de la Iglesia evangélica alemana dio origen a la Iglesia Confesante (la "Bekennende Kirche"), la cual reunida en el Sínodo de Barmen denunció como herética a la Iglesia del Reich (la Reichskirche), reconociendo a la ahora Iglesia Confesante, a sus pastores y a sus congregaciones como la única y legítima Iglesia evangélica de Alemania. El texto de la declaración, cuyo autor principal fue el teólogo reformado suizo Karl Barth, reafirmó que todo Estado estaba limitado por los mandamientos de Dios. Bajo el liderazgo del pastor luterano Martin Niemöller se fundó la Liga de Emergencia de Pastores para ayudar a clérigos de ascendencia judía, pero rápidamente se convirtió en lugar de disidencia contra el nazismo.
En el año 2000, un documento no oficial sobre las relaciones judeocristianas, llamado Dabru Emet, fue escrito por 220 rabinos e intelectuales judíos. Según el punto cinco de dicho documento, se lee lo siguiente: 

El nazismo no fue un fenómeno cristiano: Sin la larga historia de antijudaísmo cristiano y la violencia cristiana contra los judíos, la ideología nazi no habría podido imponerse ni llevarse a cabo. Demasiados cristianos participaron en las atrocidades nazis contra los judíos, o las consintieron. Otros cristianos no protestaron suficientemente contra esas atrocidades. Pero el nazismo en sí mismo no fue una consecuencia inevitable del cristianismo. Si el exterminio nazi de los judíos se hubiera terminado de consumar, su furia asesina se habría vuelto más directamente contra los cristianos. Reconocemos con gratitud a esos cristianos que arriesgaron o sacrificaron sus vidas para salvar judíos durante el régimen nazi. Teniendo esto presente, alentamos la continuación de los actuales esfuerzos de la teología cristiana para repudiar inequívocamente el desprecio hacia el judaísmo y el pueblo judío. Aplaudimos a los cristianos que rechazan esa enseñanza del desprecio, y no los culpamos por los pecados que cometieron sus antecesores.

## Nazismo y budismo
En 1924, Paul Dahlke fundó la Casa de los Budistas en Berlín. En 1933 se celebró en este lugar el Primer Congreso Budista Europeo. La Casa de los Budistas se mantuvo abierta durante la Segunda Guerra Mundial, pero los nazis la controlaban fuertemente.
Aunque se cerró la Sociedad Budista de Berlín, activa desde 1936, y se arrestó brevemente a su fundador Martin Steinke en 1941, los nacionalsocialistas generalmente no persiguieron a los budistas.
Según el erudito Alexander Berzin:

La política nazi de tolerancia hacia el budismo no demuestra influencia alguna de enseñanzas budistas en Hitler ni en la ideología nazi. Una explicación más factible es el deseo de Alemania de no perjudicar las relaciones con Japón, su aliado budista.

## Nazismo y ateísmo
En Alemania durante la era nazi, un decreto de 1933 declaraba que «Ningún nacionalsocialista puede sufrir perjuicio... basándose en que él no realiza ninguna profesión religiosa en absoluto». Sin embargo, el régimen se opuso firmemente al «comunismo no teísta», por lo que la mayoría de los ateos de Alemania y gran parte de las organizaciones de librepensamiento de izquierda fueron prohibidas el mismo año; algunos grupos de derecha fueron tolerados por los nazis hasta mediados de 1930. En un discurso pronunciado más tarde en 1933, Hitler afirmaba haber «erradicado (el ateísmo)».
Aunque la palabra exacta que Hitler utilizó fue «Gottlosenbewegung» (movimiento sin dios), que podría referirse específicamente a los movimientos de librepensamiento comunistas en vez de al ateísmo en general.

## Nazismo y religión en el cine
La relación histórica entre judíos y cristianos durante la Alemania Nazi ha llevado a realizar varias producciones cinematográficas:
- Conspiracy of Hearts (1960). "La Guerra Secreta de Sor Catherine" o "Las conspiradoras": Trama sobre una comunidad de monjas italianas, quienes, encabezadas por la superiora sor Catherine, rescatan a niños judíos de un cercano campo de concentración, arriesgando sus propias vidas.
- The Hiding Place (El Refugio Secreto), (1975): Se basa en una historia real de la escritora neerlandesa Corrie ten Boom, parte de una familia de cristianos, que junto a su padre y a su hermana, ocultan judíos en su casa y finalmente son descubiertos y deportados a campos de concentración, siendo Corrie la única sobreviviente.
- The Scarlet and the Black (1983), (Escarlata y Negro): Esta película cuenta la historia de monseñor Hugh O'Flaherty quien, contando con la anuencia del papa Pío XII, salvó a miles de personas entre judíos y prisioneros de guerra, ocultándolos en la Roma ocupada por los nazis.
- The Assisi Underground (1985): Título con distintas traducciones al español entre ellas "Los clandestinos de Asís" o "Asís movimiento oculto". El largometraje narra como el padre franciscano italiano Rufino Niccacci, por orden del obispo Giuseppe Placido Nicolini, rescató y ocultó casi 300 judíos italianos en la ciudad de Asís, capturados en 1943.
- Miracle at Moreaux (1985). Película de una hora basada en la novela Twenty and Ten, sobre unos niños judíos que son protegidos por una monja, ocultandolos en su escuela de los nazis que patrullaban el área, en plenas fiestas navideñas.
- Au revoir les enfants (1987). Está basada en experiencias de la infancia del cineasta Louis Malle, quien fue alumno de un internado católico en Francia.
- Maximilian Kolbe (1991): cinta polaca sobre el clérigo franciscano conventual polaco san Maximiliano Kolbe.
- La Séptima Morada (La Settima Stanza, 1995): película biográfica sobre la mística carmelita Edith Stein, asesinada por los nazis en Auschwitz.
- Hidden in Silence (1996), (Ocultos en el Silencio ) o El silencio de los Trece: Película televisiva que muestra el heroico acto de las jóvenes Stefania y Helena Podgórski, católicas polacas que escondieron en su casa a 13 judíos esperando el fin de la guerra.
- Agente de Gracia (2000). Narra la historia del pastor y teólogo Dietrich Bonhoeffer que fue asesinado por los nazis un mes antes de finalizar la guerra.
- Sophie Scholl-Die - Letzten Tage (2005), (Sophie Scholl - Los últimos días): Cinta que trata del por qué la joven luterana Sophie Scholl fue ejecutada por los nazis en 1943.
- Amen. (2002): Película basada en la obra de teatro El vicario.
- El noveno día (2004): Largometraje alemán inspirado en la vida del padre Jean Bernard.
- Gino Bartali - L'intramontabile (2006): Basada en la vida de Gino Bartali el "beato", emblema del ciclismo italiano, quien a través de ese deporte salvó 800 judíos.[21]
- The Courageous Heart of Irena Sendler. (2009). (El valiente corazón de Irena Sendler). Cinta que narra cómo la enfermera y trabajadora social católica Irena Sendler salvó a miles de niños del Gueto de Varsovia.
- Franz Jägerstätter: A Man of Conscience (2009): Documental que narra la muerte de Franz Jägerstätter quien, por objeción de conciencia, se negó a cumplir con el servicio militar obligatorio nazi.
- Sotto il cielo di Roma (2010), (Bajo el cielo de Roma): Miniserie que narra la actitud de Pío XII durante la ocupación nazi en Roma: la neutralidad del Vaticano, pero al mismo tiempo, las acciones dentro de la Iglesia romana para salvar a gente perseguida por los nazis. Además se tocan temas como el deseo de Hitler de secuestrar al pontífice, y la creencia de este último de que el primero estaba poseído.
- Jehovah's Witnesses Courageous in the Face of Nazi Peril (Los Testigos de Jehová se mantienen firmes contra el ataque nazi).
- Le métis de Dieu (2013), (El Cardenal Judío): Esta película describe la vida del cardenal de origen judìo Jean-Marie Lustiger, cuya madre murió en el campo de Auschwitz, y fue el gran mediador en el conflicto que se dio por el convento de carmelitas instalado en dicho campo de concentración.
- Red de libertad (2017), ofrece una dramatización de como la hermana de la Caridad, Helena Studler organiza la huida de más de dos mil fugitivos bajo el régimen nazi en Francia.[22]